# نقل ثانوي نشط
النقل الثانوي ألنشط أو النقل المساعد، ويستخدم لنقل الطاقة أو الجزيئات عبر الغشاء. وعلى النقيض من النقل الأساسي النشط ، ليس هناك اقتران مباشرة مع جزيئة أل ATP، بدلا من ذلك، فإن فرق الجهد الكهروكيميائية التي أنشأتها ضخ الأيونات خارج الخلية يستخدم .
والشكلان الرئيسيان لهذا هي العبور المتعاكس والعبور المتقارن

## العبور المتعاكس
في ألتنادل أو العبور ألمتعاكس يتم ضخ نوعين من المواد المذابة أيون أو غيرها في اتجاهين متعاكسين عبر الغشاء. ويسمح واحد من هذه الأنواع تتدفق من الأعلى إلى التركيز المنخفض التي تعطي الطاقة التدهور الحتمي لدفع النقل من المذاب أخرى من منطقة التركيز المنخفض إلى واحدة عالية. ومن الأمثلة على ذلك مبادلة الصوديوم والكالسيوم أو antiporter، والذي يسمح لدخول أيونات الصوديوم الثلاثة إلى الخلية وثم إلى نقل الكالسيوم خارجها.

## اقرأ أيضًا
- أسرة ناقل المذاب
- العبور المتعاكس